# بال بيدك
بال بيدك (بالمجرية: Bedák Pál)‏ (مواليد 8 سبتمبر 1985) هو ملاكم مجري، مثّل بلاده في الألعاب الأولمبية الصيفية في دورتي 2004 و2008.

## روابط خارجية
بال بيدك على موقع بوكس ريك (الإنجليزية) (registration required)
- بال بيدك على موقع أوليمبيديا (الإنجليزية)